# Жене у Црној Гори
Црногорке живе у Црној Гори, земљи у југоисточној Европи, региону познатом као Балкан. Припадају групи народа познатих као Јужни Словени. Рани опис жена из Црне Горе потиче из колумне The New York Times од 5. новембра 1880. године, у којој се у новинама наводи да „Црногорка узима једнак удео рада са мушкарцем на пољском раду, али да она једина све носи када путују јахањем и другим облицима превоза животиња”. У новинама су навели да се Црногорке баве плетењем.

## Опис
Међу највишим људима на свету, просечна висина жена у Црној Гори је 171 cm. Могу живети у конзервативном, патријархалном или матријархалном друштву у зависности од региона у којем живе. Извештај Светске банке показује да је стопа фертилитета у Црној Гори опадала од 2002. до 2010. године. Тренд је био од 1,77 2002, затим 1,68 2008. и 1,66 2010. године.

## Значајне Црногорке
У историји Црне Горе се приказују значајне Црногорке. Једна од њих је била Јелена Савојска (1873—1952), ћерка бившег краља Црне Горе, која је постала краљица Италије. Енглески историчар Денис Мек Смит ју је описао као Јелену од Црне Горе, италијанску краљицу и најутицајнију Црногорку у историји. Успела је да убеди свог супруга Виториа Емануела III Савојског, који је тада био краљ Италије, да наметне Бениту Мусолинију стварање независне Црне Горе. Друга значајна Црногорка је била Дивна Вековић (1886—1944), прва докторка у Црној Гори. Осим што је била лекар током Првог светског рата, Вековић је била и хуманитарац и књижевни преводилац. Прва је превела Горски вијенац са црногорског на француски језик. Преводила је и друге песме попут песника Јована Јовановића Змаја.